# Фонд предотвращения конфликтов, содействия стабильности и безопасности
Фонд предотвращения конфликтов, содействия стабильности и безопасности (англ. Conflict, Stability and Security Fund, CSSF) — созданный британским правительством 1 апреля 2015 года фонд, который заменил собой предыдущие структуры подобного рода. Он представляет собой фонд с годовой прибылью более 1 миллиарда фунтов стерлингов, предназначенный для решения проблем, связанных с конфликтами и нестабильностью за рубежом.
CSSF поддерживает реализацию Стратегии Соединенного Королевства по укреплению стабильности за рубежом, а также Стратегии национальной безопасности и Стратегического обзора в области обороны и безопасности. CSSF финансирует более широкий спектр мероприятий, направленных на предотвращение конфликтов, которые затрагивают уязвимые группы населения в беднейших странах мира, а также на борьбу с угрозами британской безопасности и интересам, возникающими в результате нестабильности за границей. Сюда входят действия, которые Великобритания осуществляет напрямую или через третьи стороны, помогая предотвратить конфликты и нестабильность, а также поддерживая постконфликтное примирение.
Приоритеты Фонда устанавливаются Правительственным Советом национальной безопасности для обеспечения более сильного межведомственного подхода, основанного на синергии обороны, дипломатии, помощи в целях развития, безопасности и разведки. Он призван дать британскому правительству возможность устранять коренные причины конфликта за рубежом с помощью различных национальных и региональных программ, включая развитие подготовки по правам человека, укрепление местной полиции и судебных органов, а также содействие политическому примирению и местным мирным процессам.

## История
Когда фонд был создан, большая часть его финансирования — 823 млн фунтов стерлингов из 1033 млн фунтов стерлингов — была переведена из бюджета министерства по вопросам международного развития в этот фонд, из которых 739 млн фунтов стерлингов в то время находились в ведении министерства иностранных дел и по делам Содружества, а 42 млн фунтов стерлингов — в ведении министерства обороны.
В 2016 году советник по национальной безопасности сэр Марк Лайалл Грант заявил, что тремя странами, на которые было потрачено больше всего средств, являются Афганистан (90 млн фунтов стерлингов), Сирия (60 млн фунтов стерлингов) и Сомали (32 млн фунтов стерлингов), и что фонд осуществляет проекты более чем в 40 странах. Одна из основных статей расходов связана с гражданской войной в Сирии, включая наем частных подрядчиков для осуществления «стратегических коммуникаций и поддержки операций средств массовой информации для сирийской умеренной вооруженной оппозиции», которая, по сути, управляет «пресс-службой Свободной сирийской армии».